# Arne Thorén
Björn Arne Jerker Thorén, född 24 mars 1927 i Karl Johans församling i Göteborg, död 23 februari 2003 i Össjö församling i Munka Ljungby i Skåne län, var en svensk journalist och diplomat samt tidigare partiordförande för Sveriges Pensionärers Intresseparti.

## Biografi
Arne Thorén var son till chefredaktör Jerker Thorén och Helen Setterberg. Arne Thorén var bror till Ulf Thorén. 
Thorén studerade vid Göteborgs högskola 1946–1947, vid University of South Dakota 1948–1949, anställdes vid Göteborgs handels- och sjöfarts tidning samt Expressen 1950. Han var Expressens New York-korrespondent 1952–1964, medarbetare vid Sveriges Radios nyhetsredaktion 1956–1964, chefskorrespondent i New York för Sveriges Radio 1964–1977 då han rapporterade om både Watergateaffären och Vietnamkriget, och redaktionschef för Göteborgs-Posten 1977–1980. Arne Thorén förordnades 13 mars 1980 till generalkonsul i Chicago efter Tore Högstedt, som gick i pension. Han var Sveriges ambassadör i Bagdad 1983–1988 samt generalkonsul i New York 1988–1992.
Arne Thorén var ordförande i FN:s korrespondentförening (United Nations Correspondents Association - UNCA) 1975, ordförande i deras Dag Hammarskjölds minnesfond 1972–1977 samt ordförande i Örgryte idrottssällskap 1978–1980.

## Familj
Arne Thorén gifte sig första gången 1951 med Elise Wickes Merrit (1924–2004), då anställd vid amerikanska ambassaden i Stockholm samt dotter till fru Helen Peterson Merrit i Washington D.C. De fick barnen Stephen Arne Thorén (född 1951), diplomaten Michele Thorén Bond (född 1953) och Peter L. Thorén (född 1956). Äktenskapet upplöstes 1963. Hustrun gifte om sig med Thomas A. Callaghan.
Andra gången var han gift 1964–1966 med Margareta Bahrton (född 1937), dotter till kamreren Tage Bahrton och kassörskan Ebba Ekvall. De fick en dotter Cecilia Usher (född 1965). Hustrun blev omgift Davison.
Tredje gången gifte han sig 1966 med reklamkonsulent Eva Berch (1931–2023), dotter till godsägaren Otto Berch och Saga Lennartsson.
Thorén ligger begravd på Össjö kyrkogård.

## Utmärkelser
- Stora journalistpriset, 1969
- Filosofie hedersdoktor vid N. Park College i Chicago (1983) samt vid Augustana College, Rock Island i Illinois (1983).